# Parlamento Regional Sajón
El Parlamento Regional del Estado Libre de Sajonia, conocido oficialmente como Parlamento Regional Sajón, es el órgano legislativo (Landtag) del estado federado alemán de Sajonia. Se basa en la constitución del estado promulgada en 1992. Su actual presidente es el democristiano Matthias Rößler.

## Historia
Fue originalmente establecido en el Reino de Sajonia en 1831, cuando Sajonia aún no formaba parte de Alemania.
A principios de 1900, las tres principales fuerzas políticas eran el SPD (con el 27% de los escaños en 1909), el Partido Conservador Alemán (con el 31%) y el Partido Nacional Liberal (con el 37%). En aquellas elecciones la participación fue entusiasta (82%).
La era posterior a la Primera Guerra Mundial vio a la política estatal en Sajonia reflejar los estragos que en aquel entonces aquejaban a toda la política europea de la época. La elección al Landtag sajón de 1930 vio a los socialdemócratas (SPD) ganar el 33% de los escaños, a los nacionalsocialistas (NSDAP) el 15%, a los comunistas (KPD) el 14%, al Partido del Reich de la Clase Media Alemana (Reichspartei des deutschen Mittelstandes) un 10%, a los "nacional-liberales" (Deutschnationale Volkspartei)  un 8%, y a un gran número de partidos populistas en su mayoría locales y de derecha, el 16% restante. La participación fue poco entusiasta, del 73%.
Las elecciones al Landtag del 5 de marzo de 1933 tuvieron una participación del 92%. Los nacional-socialistas obtuvieron el 45%, el SPD el 26%, los comunistas el 16%, los nacional-liberales el 7%, y los partidos minoritarios el 6% de los escaños. Esta fue la última elección libre al Landtag hasta 1990.
Tras el final de la Segunda Guerra Mundial, el órgano fue restablecido en 1946, pero en 1952 fue abolido luego de que Sajonia y otros cuatro estados federados de la República Democrática Alemana fueran suprimidos.
Desde el restablecimiento del Landtag tras la reunificación alemana en 1990, la CDU ha presidido el gobierno sajón y ha ganado por lo general la mayoría absoluta. Esto cambió en 2004, sin embargo, continúa siendo el partido principal. Actualmente la CDU gobierna junto al SPD bajo el ministro-presidente Michael Kretschmer.

## Composición actual

### Resultado electoral
| Elecciones estatales de Sajonia de 2024 |                                                        |                    |         |         |           |           |
| Candidaturas                            | Candidaturas                                           | Candidato          | Votos   | Votos   | Diputados | Diputados |
|                                         | Unión Demócrata Cristiana                              | Michael Kretschmer | 749 216 | 31,91 % | 41        | 4         |
|                                         | Alternativa para Alemania                              | Jörg Urban         | 719 274 | 30,63 % | 40        | 2         |
|                                         | Alianza Sahra Wagenknecht - Por la Razón y la Justicia | Sabine Zimmermann  | 277 173 | 11,81 % | 15        | 15        |
|                                         | Partido Socialdemócrata                                | Petra Köpping      | 172 002 | 7,33 %  | 10        | -         |
|                                         | Alianza 90/Los Verdes                                  | Katja Meier        | 119 964 | 5,11 %  | 7         | 5         |
|                                         | La Izquierda                                           | Susanne Schaper    | 104 888 | 4,47 %  | 6         | 8         |
|                                         | Votantes Libres                                        | Matthias Berger    | 53 008  | 2,26 %  | 1         | 1         |
| Fuente: Parlamento de Sajonia           |                                                        |                    |         |         |           |           |

Las elecciones se llevaron a cabo utilizando un sistema de representación proporcional, con un mínimo del 5% de los votos para recibir escaños.

### Órganos del Parlamento en la VIII legislatura

#### La Mesa
| Cargo                         | Titular          | Lista |
| ----------------------------- | ---------------- | ----- |
| Presidente                    | Alexander Dierks | CDU   |
| Vicepresidenta primera        | Ines Saborowski  | CDU   |
| Vicepresidente segundo        | André Wendt      | AfD   |
| Vicepresidente tercero        | Jörg Scheibe     | BSW   |
| Vicepresidente cuarto         | Albrecht Pallas  | SPD   |
| Fuente: Parlamento de Sajonia |                  |       |

#### Grupos parlamentarios
| Grupo parlamentario           | Grupo parlamentario                     | Integrantes                                            | Líder              | Portavoz                 | Escaños |
| ----------------------------- | --------------------------------------- | ------------------------------------------------------ | ------------------ | ------------------------ | ------- |
|                               | Christlich Demokratischen Union Sachsen | Unión Demócrata Cristiana                              | Michael Kretschmer | Sören Voigt              | 41      |
|                               | Alternative für Deutschland Sachsen     | Alternativa para Alemania                              | Jörg Urban         | Jan-Oliver Zwerg         | 40      |
|                               | Bündnis Sahra Wagenknecht Sachsen       | Alianza Sahra Wagenknecht - Por la Razón y la Justicia | Sabine Zimmermann  | Lutz Richter             | 15      |
|                               | Sozialdemokratische Partei Sachsen      | Partido Socialdemócrata                                | Dirk Panter        | Laura Stellbrink         | 10      |
|                               | Bündnis 90/Die Grünen Sachsen           | Alianza 90/Los Verdes                                  | Franziska Schubert | Valentin Lippmann        | 7       |
|                               | Die Linke Sachsen                       | La Izquierda                                           | Susanne Schaper    | Luise Neuhaus-Wartenberg | 6       |
|                               | Mixto                                   | Votantes Libres                                        | Matthias Berger    | Matthias Berger          | 1       |
| Fuente: Parlamento de Sajonia |                                         |                                                        |                    |                          |         |

#### Comisiones
| Comisiones del Parlamento de Sajonia                                                       |             |                     |                     |
| Comisión                                                                                   | Presidencia | Presidencia         | Vicepresidencia     |
| Comisiones especializadas                                                                  |             |                     |                     |
| Asuntos Internos, Gobierno Local y Deporte                                                 |             | Lars Kuppi          | Kerstin Nicolaus    |
| Presupuesto y Finanzas                                                                     |             | Holger Hentschel    | Ronald Pohle        |
| Ciencia, Educación Superior, Medios de Comunicación, Cultura y Turismo                     |             | Sandra Gockel       | Torsten Gahler      |
| Infraestructura y Desarrollo Regional                                                      |             | Oliver Fritzsche    | Ralf Böhme          |
| Educación                                                                                  |             | Romy Penz           | Frank Kromer        |
| Medio Ambiente y Agricultura                                                               |             | Simone Lang         | Rick Ulbricht       |
| Asuntos Constitucionales, Asuntos Jurídicos y Europa                                       |             | Alexander Wiesner   | Marko Schiemann     |
| Asuntos Económicos, Trabajo, Energía y Protección del Clima                                |             | Sören Voigt         | Thomas Thumm        |
| Asuntos Sociales, Salud y Cohesión Social                                                  |             | Ronny Kupke         | Laura Stellbrink    |
| Peticiones                                                                                 |             | Daniela Kuge        | Norbert Mayer       |
| Reglamentos de Procedimiento e Inmunidades                                                 |             | Susan Leithoff      | Martin Braukmann    |
| Otras Comisiones                                                                           |             |                     |                     |
| Evaluación, Incompatibilidades e Investigación                                             |             | Susanne Schaper     | Mario Beger         |
| Supervisión Electoral                                                                      |             | Valentin Lippmann   | Martin Modschiedler |
| Comisiones de investigación                                                                |             |                     |                     |
| Crisis Política del Gobierno en las Crisis Sanitarias derivada de la COVID-19 y SARS-CoV-2 |             | Susan Leithoff      | Alexander Wiesner   |
| Pandemia                                                                                   |             | Iris Firmenich      | André Wendt         |
| Presupuestos Municipales                                                                   |             | Vacante             | Rico Gebhardt       |
| Comisiones de seguimiento                                                                  |             |                     |                     |
| G-10                                                                                       |             | Martin Modschiedler | Carsten Hütter      |
| Control Parlamentario                                                                      |             | Bernd Rudolph       | Carsten Hütter      |
| Fuente: Parlamento Regional Sajón                                                          |             |                     |                     |

### Histórico de resultados y distribución de escaños
|  | 72,8 % |

| 17  | 32  | 10    | 9   | 92  |
| PDS | SPD | Forum | FDP | CDU |

|  | 58,4 % |

| 21  | 22  | 77  |
| PDS | SPD | CDU |

|  | 61,1 % |

| 30  | 14  | 76  |
| PDS | SPD | CDU |

|  | 59,6 % |

| 31  | 13  | 6     | 7   | 55  | 12  |
| PDS | SPD | Grüne | FDP | CDU | NPD |

|  | 52,2 % |

| 29    | 14  | 9     | 14  | 58  | 8   |
| Linke | SPD | Grüne | FDP | CDU | NPD |

|  | 49,1 % |

| 27    | 18  | 8     | 59  | 14  |
| Linke | SPD | Grüne | CDU | AfD |

|  | 66,5 % |

| 14    | 10  | 12    | 45  | 38  |
| Linke | SPD | Grüne | CDU | AfD |

|  | 74,4 % |

| 15  | 6     | 10  | 7     | 41  | 1  | 40  |
| BSW | Linke | SPD | Grüne | CDU | FW | AfD |